# Premio ESPY a la mejor atleta femenina con discapacidad
El Premio ESPY a la mejor atleta femenina con discapacidad es un premio anual que honra las consecuciones individuales de una mujer del mundo de los deportes para personas con discapacidad. Fue establecido con la ayuda del defensor de la discapacidad y exjugador de fútbol de los Juegos Paralímpicos de los Estados Unidos, Eli Wolff. El trofeo de este galardón, diseñado por el escultor Lawrence Nowlan, se presenta a la deportista con discapacidad que se considera la mejor en la ceremonia anual de entrega de los premios ESPY en Los Ángeles. El Premio ESPY a la mejor atleta femenina con discapacidad fue por primera vez ortogado como parte de los Premios ESPY de 2005, después de entregarse durante tres años el premio sin género Mejor Atleta con discapacidad (todos ganado por deportistas hombres). La votación para el premio es realizada por fanáticos a través de Internet de entre tres y cinco opciones seleccionadas por el Comité de Nominaciones Selectas de ESPN, que está compuesto por un panel de expertos. Se confiere en julio para reflejar el desempeño y los logros durante los doce meses anteriores.